# 군산문화초등학교
군산문화초등학교(群山文化初等學校)는 대한민국 전북특별자치도 군산시에 있는 공립 초등학교이다.

## 학교 연혁
- 1970년 6월 20일: 개교

## 참고 문헌
- 군산문화초등학교 - 한국교육학술정보원 학교알리미

## 같이 보기
- 군산문화초등학교 축구단